# チャムタウ県

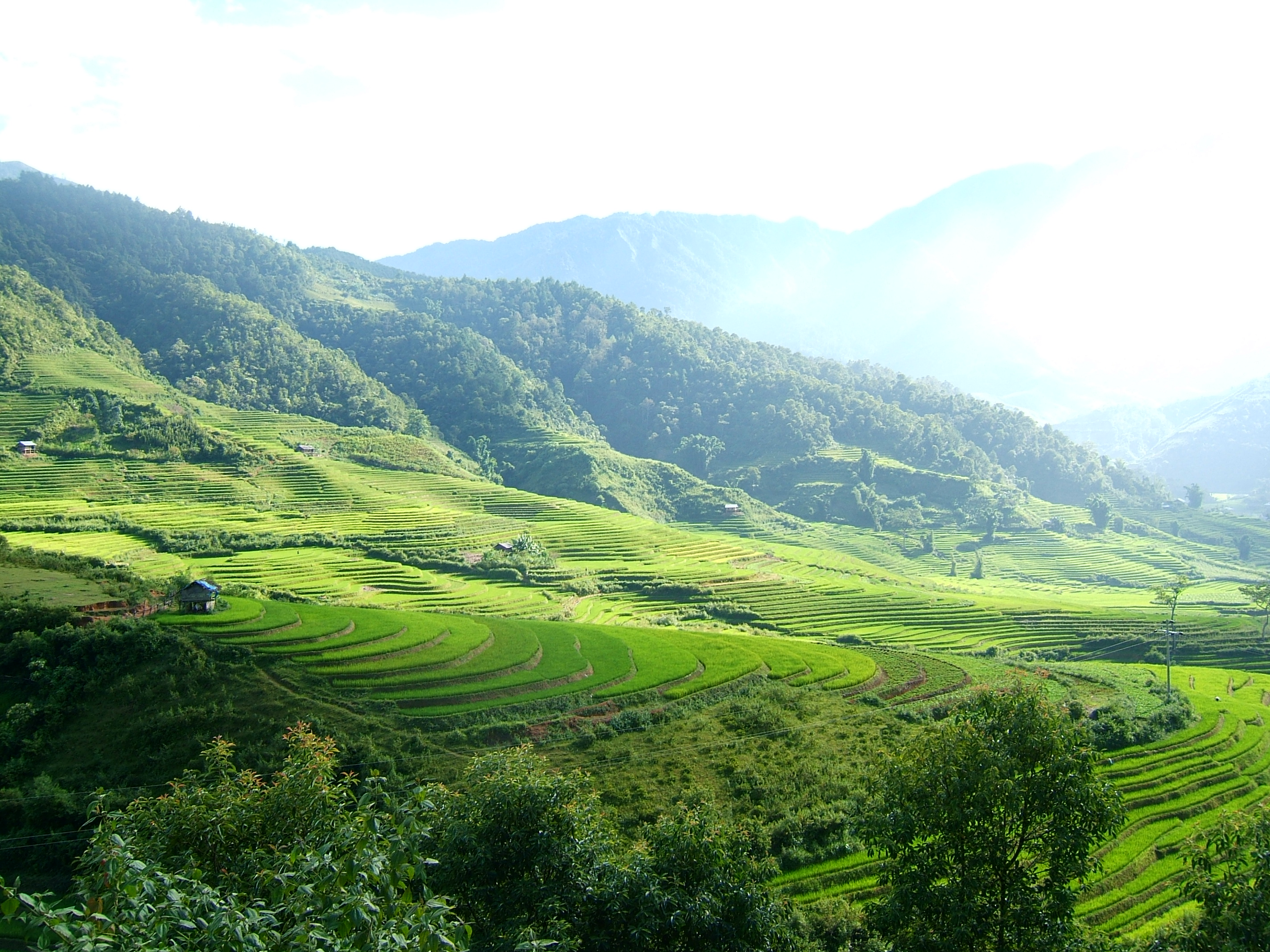
チャムタウ地区の棚田

チャムタウ県（チャムタウけん、ベトナム語：Huyện Trạm Tấu / 縣站奏?）は、ベトナム社会主義共和国イエンバイ省の県である。面積は742km²、人口は26,704人（2009年）である。

## 行政区画
1市鎮11社を管轄する。